# Cantonul Rochefort-Centre
Cantonul Rochefort-Centre este un canton din arondismentul Rochefort, departamentul Charente-Maritime, regiunea Poitou-Charentes, Franța.